# آسيا كاريرا
آسيا كاريرا (بالإنجليزية: Asia Carrera) (اسمها الحقيقي جيسيكا ستينهزور، ولدت في 6 أغسطس 1973)  هي ممثلة إباحية أمريكية، ذات اصل ألماني-ياباني، وهي كاتبة ومنتجة وعارضة أزياء.

## قصة حياتها وتعليمها
ولدت في مدينة نيويورك لأب يابانى وأم ألمانية  وهي الطفلة الأكبر من أربعة اخوة لها. نشأت في مدينة نيو جيرسي ودرست بالمدرسة الإقليمية ليتل سيلفر، وانتقلت إلى مدرسة البنك الاقليمى الأحمر لتتلقى تعليمها الثانو.
تعلمت العزف على البيانو في طفولتها، وعندما كانت في سن الخامسة عشر مثلت مرتين في قاعة كارنيجي. وعندما بلغت سن السادسة عشر درست اللغة الإنجليزية  في كلية تسوروغا في تسوروغا، فوكوي، باليابان.
فازت اسيا بمنحة للدراسة في جامعة روتجرز حيث تخصصت في الأعمال واللغة اليابانية، لكنها لم تتخرج. هي عضوة في جمعية منسا الدولية بسبب حصولها على نسبة ذكاء تصل إلى 156.

## السيرة
في بدايات التسعينيات عينت راقصة في إحدى النوادي في نيو جيرسي في سن مبكر. وبعد أن شاركت بمجلة إباحية فقط لالتقاط صورها، قامت بتسجيل شريط للجنس في 1993. وفي نفس السنة انتقلت إلى كاليفورنيا، وفي نهاية عام 2013 تعلنت عن توقفها عن تمثيل الأفلام الاباحية وضد صناعتها وتقديمها. وعرفت ببعض الأسماء مثل «اسيا» واحيانا «جيسيكا بينيت».
وقد قامت كاريرا بالعديد من الأعمال مثل [الكتابة، الإنتاج، إخراج الأفلام. واستخدمت اسم (اسيا كاريرا) ليكون اسمها الفني. وقد استخدمته للعديد من الامور وهذه الامور ترتبط بالأسباب القانونية بسبب حدوث تشابه في الأسماء بينها وبين ممثلة أخرى فأعلنت عن لقبها وهو (كاريرا) 
وفي منتصف التسعينيات وقعت عقد تمثيل لها فيفيد. وقامت بعدها كاريرا بخرم الجزء الاسفل من شفتها اليمنى ووضع بها خاتم من الذهب وفي نفس الوقت خضعت لعملية كبيرة لتكبير الثدي وارادت تكبير حجمه من حجم بي إلى سي. اجرت عملية أخرى لتكبير حجم الثدي وعملت على توسيعه والانتقال من درجة سي إلى دي 
قامت كاريرا بعد ذلك بتمثيل العديد من الأدوار، وقد قامت بعدها بتسجيل مجموعة من الافلام غير المشروعة ولكنها كلها تحظى بحقوق الملكية. وبهذه الأفلام انهت عقدها لتمثيل الافلام مع دفيد 
سنة 1988 مثلت دورا مضادا لتارا ريد (ولكنه ليس إباحيا) وذلك في فيلم «بيج ليبوسكي».

## الأعمال الأخرى
قام العديد بأنتقادها في مجلة الكمبيوتر بي سي 
وبعدها قامت بتمثيل العديد من الأفلام التصويرية مثل لونمي، شاسكو. واخذ مواد هذه الافلام من قسم اسيا من كتاب في دائرة اسيا من الفنان كيب فولبيك.

## اهتمامتها
كانت كاريرا لا تحب التجول كثيرا في العموم وذلك لأنها كانت تعرف في الاجواء على أنها ممثلة إباحية. وقد قامت بإنشاء موقع خاص على الويب في نهاية التسعينيات يتضمن رموز الكتابة والتحرير البصري.
وقامت بعدها بتقديم مسرحيات غير واقعية ومثيرة منذ عام 1997. وفي العرض الذي قدمته استفادت من التصاميم الخاصة بها التي وضعتها للمشجعين والممثلين وقد قدمت العديد من فرص المشاركة لاجراء لقاء معها. وفي هذه الفترة كانت متحمسة لاداء العديد من الأدوار.

## حياتها الشخصية
تزوجت اسيا كاريرا ببود لي مخرج الافلام الاباحية في عام 1995 لكنهما انفصلا في عام 2003 وظلا صديقين بعد مرورهما بمرحلة انفصال طويلة. وبعدها بفترة ذهبت إلى المملكة المتحدة وأصبحت معه بعد سنوات. وبعد ذلك تزوجت في 19 ديسمبر 2003 بالكاتب والخبير الغذائي دون ليمون. وبعدها انتقلت إلى يوتا وهناك انجبت ابنتها الأولى كاتالينا في 4 مارس 2005. وبعدها توفي زوجها ليمون في حادثة سيارة في لاس فيجاس في 10 يونيو 2006 وفور وفاة ليمون اكتشفت حملها بطفلها الثاني. وبعد ذلك أصبحت قلقة على مستقبلها هي وأولادها وبدأت في طلب المساعدة المالية من المشجعين على مواقع الإنترنت. ولكن ظهر بعد ذلك بقيام زوجها بتأمين على حياتهما قبل وفاته، وبعد قيامها بالفحوصات المادية والقانونية بدأت الشركة المؤمنة على الأموال بدفع وتقديم الأموال لها ولأولادها.
وقد انجبت ابنها الثاني في 31 يوليو 2006 وسمته باسم ديفين. ولكن بعد ذلك قررت تسميته بادوارد ليمون الثالث تخليدا لاسم والده. اعتقد بعض الناس أن هذا الطفل قد ولد بطريقة غير شرعية ولكن محيت هذه الشكوك بعد ثبوت بقائها بالمنزل بمفردها بعد وفاة زوجها.
وقالت كاريرا فيما يدور حول إلحادها (انها كانت ملحدة طوال الفترة التي مضت، والعلم يوضح كل شيء) 
في 18 مارس 2007 قالت في تصريح لها على الإنترنت انها (ستغلق كل هذه الشكوك، اننى أضمن سلامة وكرامة أولادي، وقد بقيت بعيدة عن المشاهير، لكنني أستطيع إبعاد أولادي عن التعرض للنبذ من قبل أقرانهم) وهذا السبب الذي بررت به اغلاق الموقع. وبعد ذلك نشرت صورا لها على
موقع ماي سبيس 

## الجوائز
-جائزة لأفضل ممثلة لعام 1995 
-جائزة أفضل مشهد مزدوج مع سنو ليوبارد من فيلم البحث عن الثلج لعام 2000 
-جائزة أفضل ممثلة 2000 
-جائزة الشرف 

## روابط خارجية
- آسيا كاريرا على موقع IMDb (الإنجليزية)
- آسيا كاريرا على موقع إن إن دي بي (الإنجليزية)
- آسيا كاريرا على موقع قاعدة بيانات الفيلم (الإنجليزية)
- آسيا كاريرا على موقع كينوبويسك (الروسية)